# Надзбручанка
Надзбручанка — український академічний ансамбль танцю Тернопільської обласної філармонії. Лауреат міжнародних (Болгарія, 1973; Польща, 1992) та всеукраїнських конкурсів і фестивалів.

## Відомості
Заснований 1959 року. Статус професійного — 1961; академічного — від 2011.
В основі репертуару — фольклорні танці Тернопільщини, записані і поставлені заслуженим артистом України Олександром Данічкіном (керівник 1964—1986). Серед них: хореографічні картини «Вихиляс», «Подільське весілля», «Надзбручанське весілля», «Трясунець», «Чабани», «Капіруш», «Свати», «Петрусь» та «Подолянка»; танці «Надзбручанка», «Ґандзя», «Два дубки», «Гопак», «Буковинський танець», «Дуботанець», «Дзюмбалики» та хореографічне дійство «Вечори на хуторі біля Диканьки».
Колектив з виступами побував у Болгарії, Польщі, Словаччині, Чехії, Німеччині, Канаді, Іспанії, Португалії, Франції та США.
В ансамблі працювали чи працюють заслужені артисти України Володимир Бака, Віра Дикусар, Ірина Горошко, Євгенія Симотюк, Анжеліка Ковальчук; заслужені працівники культури України Марія Лис та Лілія Вельган.

## Керівники
Ансамбль:
- Віталій Дяконов (1959—1964),
- Олександр Данічкін (1964—1986),
- Юрій Пац (1986—1995),
- Валентин Касьян (1995—1998),
- Сергій Забутний (1998—2003),
- Ігор Барилко (від 2003),
- Ігор Николишин (2009—2013),
- Володимир Ковальчук,
- Віктор Конкульовський,
- Юлія Якимчук (2017—2021),
- Микола Грушецький — нині.

Оркестр:
- Микола Шамлі (1963—1973)[1],
- Ігор Жигайло,
- Анатолій Баньковський (1984—1998)[2],
- Руслан Петрук,
- Яків Лірський,
- Руслан Мищій (від 2015).